# NGC 1098
NGC 1098 è una vasta galassia lenticolare (o ellittica) situata nella costellazione dell'Eridano, a una distanza di circa 350 milioni di anni luce dalla nostra Via Lattea.

## Scoperta
La galassia è stata scoperta il 17 ottobre 1885 dall'astronomo statunitense Francis Leavenworth.

## Hickson Compact Group 21
NGC 1098 fa parte del Hickson Compact Group dove è classificata con il codice HCG 21 assieme alle galassie NGC 1091, NGC 1092, NGC 1099 e NGC 1100.